# Brent Fedyk
Brent Fedyk, né le 3 mars 1967 à Yorkton au Canada, est un ancien joueur professionnel de hockey sur glace de la Ligue nationale de hockey.

## Carrière
Choisi à la draft 1985 en 8e position par les Red Wings de Détroit, il commença sa carrière en Ligue nationale de hockey que lors de la saison 1988 avec la franchise du Michigan.

Il jouera à Detroit jusqu'en 1992 avant d'être échangé aux Flyers de Philadelphie.
A Philadelphie il va souvent évoluer dans une ligne très productive composée de Mark Recchi et d'Eric Lindros surnommée la Crazy Eights line. Il marquera d'ailleurs lors des saisons 1992-1993 et 1933-1994 20 et 21 buts avec cette ligne.
Il jouera 470 matchs en LNH pour un total de 209 points (97 buts et 112 passes).
Il termina sa carrière LNH en 1999 aux Rangers de New York après un cours passage à Dallas.

## Statistiques
Pour les significations des abréviations, voir Statistiques du hockey sur glace.
| Saison     | Équipe                    | Ligue      |     | Saison régulière | Saison régulière | Saison régulière | Saison régulière | Saison régulière |    | Séries éliminatoires | Séries éliminatoires | Séries éliminatoires | Séries éliminatoires | Séries éliminatoires |
| Saison     | Équipe                    | Ligue      | PJ  | B                | A                | Pts              | Pun              | PJ               | B  | A                    | Pts                  | Pun                  |                      |                      |
| 1982-83    | Pats de Regina            | LHOu       | 1   | 0                | 0                | 0                | 0                | --               | -- | --                   | --                   | --                   |                      |                      |
| 1983-84    | Pats de Regina            | WHL        | 63  | 15               | 28               | 43               | 30               | 23               | 8  | 7                    | 15                   | 6                    |                      |                      |
| 1984-85    | Pats de Regina            | WHL        | 66  | 35               | 35               | 70               | 48               | 8                | 5  | 4                    | 9                    | 0                    |                      |                      |
| 1985-86    | Pats de Regina            | WHL        | 50  | 43               | 34               | 77               | 47               | 5                | 0  | 1                    | 1                    | 0                    |                      |                      |
| 1986-87    | Pats de Regina            | WHL        | 12  | 9                | 6                | 15               | 9                | --               | -- | --                   | --                   | --                   |                      |                      |
| 1986-87    | Thunderbirds de Seattle   | WHL        | 13  | 5                | 11               | 16               | 9                | --               | -- | --                   | --                   | --                   |                      |                      |
| 1986-87    | Winter Hawks de Portland  | WHL        | 11  | 5                | 4                | 9                | 6                | 14               | 5  | 6                    | 11                   | 0                    |                      |                      |
| 1987-1988  | Red Wings de l'Adirondack | LAH        | 34  | 9                | 11               | 20               | 22               | 5                | 0  | 2                    | 2                    | 6                    |                      |                      |
| 1987-1988  | Red Wings de Détroit      | LNH        | 2   | 0                | 1                | 1                | 2                | --               | -- | --                   | --                   | --                   |                      |                      |
| 1988-1989  | Red Wings de l'Adirondack | LAH        | 66  | 40               | 28               | 68               | 33               | 15               | 7  | 8                    | 15                   | 23                   |                      |                      |
| 1988-1989  | Red Wings de Détroit      | LNH        | 5   | 2                | 0                | 2                | 0                | --               | -- | --                   | --                   | --                   |                      |                      |
| 1989-1990  | Red Wings de l'Adirondack | LAH        | 33  | 14               | 15               | 29               | 24               | 6                | 2  | 1                    | 3                    | 4                    |                      |                      |
| 1989-1990  | Red Wings de Détroit      | LNH        | 27  | 1                | 4                | 5                | 6                | --               | -- | --                   | --                   | --                   |                      |                      |
| 1990-1991  | Red Wings de Détroit      | LNH        | 67  | 16               | 19               | 35               | 38               | 6                | 1  | 0                    | 1                    | 2                    |                      |                      |
| 1991-1992  | Red Wings de Détroit      | LNH        | 61  | 5                | 8                | 13               | 42               | 1                | 0  | 0                    | 0                    | 2                    |                      |                      |
| 1992-1993  | Flyers de Philadelphie    | LNH        | 74  | 21               | 38               | 59               | 48               | --               | -- | --                   | --                   | --                   |                      |                      |
| 1993-1994  | Flyers de Philadelphie    | LNH        | 72  | 20               | 18               | 38               | 74               | --               | -- | --                   | --                   | --                   |                      |                      |
| 1994-1995  | Flyers de Philadelphie    | LNH        | 30  | 8                | 4                | 12               | 14               | 9                | 2  | 2                    | 4                    | 8                    |                      |                      |
| 1995-1996  | Flyers de Philadelphie    | LNH        | 24  | 10               | 5                | 15               | 24               | --               | -- | --                   | --                   | --                   |                      |                      |
| 1995-1996  | Stars de Dallas           | LNH        | 41  | 10               | 9                | 19               | 30               | --               | -- | --                   | --                   | --                   |                      |                      |
| 1996-1997  | K-Wings du Michigan       | LIH        | 9   | 1                | 2                | 3                | 4                | --               | -- | --                   | --                   | --                   |                      |                      |
| 1997-1998  | Vipers de Détroit         | LIH        | 40  | 18               | 23               | 41               | 24               | --               | -- | --                   | --                   | --                   |                      |                      |
| 1997-1998  | Cyclones de Cincinnati    | LIH        | 26  | 21               | 13               | 34               | 14               | 9                | 5  | 5                    | 10                   | 2                    |                      |                      |
| 1998-1999  | Rangers de New York       | LNH        | 67  | 4                | 6                | 10               | 30               | --               | -- | --                   | --                   | --                   |                      |                      |
| 1999-00    | Kassel Huskies            | DEL        | 24  | 5                | 6                | 11               | 8                | --               | -- | --                   | --                   | --                   |                      |                      |
| Totaux LNH | Totaux LNH                | Totaux LNH | 470 | 97               | 112              | 209              | 308              | 16               | 3  | 2                    | 5                    | 12                   |                      |                      |